# 553 Kundry
553 Kundry eller 1904 PP är en asteroid i huvudbältet, som upptäcktes 27 december 1904 av den tyske astronomen Max Wolf i Heidelberg. Den har fått sitt namn efter Kundry i Richard Wagners opera Parsifal.
Asteroiden har en diameter på ungefär 9 kilometer och tillhör asteroidgruppen Flora.